# 成田悠哉
成田 悠哉（なりた ゆうや、1984年9月8日 - ）は、日本の俳優である。
京都府出身。身長167cm、体重43kg、血液型A型。東映エージエンシー所属。元D-BOYS。特にダンスが好き

## 来歴・人物
高校1年生の時から滋賀県の実家より大阪まで歌や演技・ダンスのレッスンのために週4回通い、2002年に高校2年生で神戸ポートピアランドのCMで芸能界デビューを果たす。2004年9月から加藤良輔とユニットUP STARを結成して活動していたが、2006年3月25日のライブをもって解散した。2006年10月より日本テレビ系『GOOD LOOKIN' CLUB』の第1期生レギュラー出演にてホワイトルッキンとして活躍。2008年より東映エージェンシー所属になり、成田悠哉と改めて音楽活動や俳優として幅広い活動をしている。

## 主な出演作品

### 映画
- フライ・ダディ・フライ（2005年7月9日公開）
- 心の時計（2006年3月19日、伊東市観光会館にて上映）
- 荒くれKNIGHT〜激闘編〜（2007年4月公開、シネマGAGA!にて上映）
- パッチギ! LOVE&PEACE（2007年5月公開）
- ヒートアイランド（2007年10月公開）

### ドラマ
- パズル（2007年1月、テレビ朝日） - 神田仁 役
- 鬼嫁日記 いい湯だな（2007年4月 - 6月、フジテレビ） - 常連客のホストゆうや 役
- 美味學院（2007年4 - 6月、テレビ東京系）

### CM
- 神戸ポートピアランド（2002年）- 芸能界デビュー作品
- エキスポランド（2003年）

### 舞台
- D-BOYSステージVol.1完売御礼（2007年）

### バラエティ
- GOOD LOOKIN' CLUB（2006年10月 - 2007年9月、日本テレビ） - 第1期生レギュラー出演
- おはスタ（ - 2007年、テレビ東京）- 毎週火曜ゲスト出演
- ロンドンハーツ（テレビ朝日）- 毎週火曜ゲスト出演
- 中居正広の金曜日のスマたちへ（TBS）- 毎週火曜ゲスト出演

### DVD
- LIKE A STARミュージッククリップ（2005年9月22日）
- となりの801ちゃん（2007年9月5日）

### 雑誌
- smart
- SmartHEAD
- チョキチョキ
- ベストヘア400
- ザ・テレビジョン
- テレビぴあ
- Duet